# Knipowitschia panizzae
Knipowitschia panizzae је зракоперка из реда Perciformes и фамилије Gobiidae.

## Угроженост
Ова врста није угрожена, и наведена је као последња брига јер има широко распрострањење.

## Распрострањење
Ареал врсте је ограничен на мањи број држава. 
Врста је присутна у Албанији, Босни и Херцеговини, Грчкој и Италији.

## Станиште
Станиште врсте су слатководна подручја.